# Ernest Boahene
Ernest Boahene (sinh ngày 6 tháng 3 năm 2000) là một cầu thủ bóng đá chuyên nghiệp người Ghana hiện đang thi đấu ở vị trí hậu vệ cánh phải cho câu lạc bộ đang chơi cho câu lạc bộ Strømsgodset tại Eliteserien.

## Sự nghiệp thi đấu
Ngày 26 tháng 8 năm 2019, Boahene gia nhập Paris FC từ Rainbow FC ở Ghana. Anh ra mắt chuyên nghiệp cho đội bóng trong trận thua 3–0 tại Ligue 2 trước Chambly vào ngày 2 tháng 9 năm 2019.